# Corydalis lathyroides
Corydalis lathyroides är en vallmoväxtart som beskrevs av David Prain. Corydalis lathyroides ingår i släktet nunneörter, och familjen vallmoväxter. Inga underarter finns listade i Catalogue of Life.